# Kypello Ellados 1987-1988
La Coppa di Grecia 1987-1988 è stata la 46ª edizione del torneo. La competizione è terminata l'8 maggio 1988. Il Panathīnaïkos ha vinto il trofeo per la decima volta, battendo in finale l'Olympiacos.

## Primo turno
| Squadra 1          | Risultato         | Squadra 2                |
| ------------------ | ----------------- | ------------------------ |
| Apollōn Kalamarias | 2 – 0             | Panargeiakos             |
| Korinthos          | 3 – 0             | Proodeftikī              |
| Olympiakos Volos   | 3 – 1             | Apollōn Smyrnīs          |
| Levadeiakos        | 3 – 0             | Lamia                    |
| Panserraïkos       | 3 – 1             | Edessaïkos               |
| Makedonikos        | 1 – 1 (4 – 5 dtr) | Charafgiakos Iliopoli    |
| Doxa Dramas        | 7 – 1             | Athīnaïkos               |
| Ethnikos Pireo     | 3 – 4             | Anagennīsī Karditsa      |
| Panathīnaïkos      | 2 – 0             | Lilas Vasilikou          |
| Trikala            | 2 – 1             | Acharnaïkos              |
| Kerkyra            | 1 – 0             | Panachaïkī               |
| Aris Nikea         | 1 – 1 (5 – 6 dtr) | Ethnikos Asteras         |
| AEK Atene          | 3 – 1             | Īraklīs                  |
| Eolikos Mytilenes  | 0 – 4             | Kastoria                 |
| Larissa            | 3 – 0             | GAS Veria                |
| Kavala             | 2 – 1             | Rodos                    |
| Polykastro         | 1 – 2             | PAS Giannina             |
| Pannafpliakos      | 1 – 0 (dts)       | Naoussa                  |
| Panaitōlikos       | 4 – 0             | Messiniakos              |
| Anagennisi Neapoli | 0 – 0 (5 – 4 dtr) | Eordaikos                |
| Anagennisi Arta    | 0 – 1             | PAOK                     |
| Irodotos           | 3 – 1             | Ionikos                  |
| Egaleo             | 1 – 1 (6 – 5 dtr) | Alexandria               |
| Kallithea          | 3 – 1             | Kalamata                 |
| Olympiacos         | 4 – 0             | Agrotikos Asteras        |
| Pierikos           | 3 – 1             | Rethymniakos             |
| OFI Creta          | 4 – 0             | Nestos Chrysoupoli       |
| Panelefsiniakos    | 1 – 1 (4 – 5 dtr) | Pandramaïkos             |
| Paniōnios          | 2 – 4             | Skoda Xanthi             |
| Arīs Salonicco     | 4 – 0             | Ergotelīs                |
| Nikī Volo          | 1 – 3             | Diagoras                 |
| Kozani             | 4 – 1             | Olympiakos Chalkida      |
| Atromītos          | 4 – 2             | Anagennisi Kolindros     |
| Acaia              | 1 – 0 (dts)       | Kilkisiakos              |
| Panarkadikos       | 3 – 1             | Ethnikos Alexandroupolis |

## Turno addizionale
| Squadra 1     | Risultato         | Squadra 2 |
| ------------- | ----------------- | --------- |
| Panaitōlikos  | 0 – 2             | Diagoras  |
| Panarkadikos  | 0 – 0 (4 – 3 dtr) | Atromītos |
| Panathīnaïkos | 7 – 2             | Kavala    |

## Sedicesimi di finale
| Squadra 1             | Totale      | Squadra 2           | Andata | Ritorno     |
| --------------------- | ----------- | ------------------- | ------ | ----------- |
| Egaleo                | 3 - 1       | Ethnikos Asteras    | 1 – 1  | 2 - 0       |
| Pierikos              | 3 - 6       | Larissa             | 2 – 3  | 1 - 3       |
| Skoda Xanthi          | 7 - 1       | Acaia               | 4 – 0  | 3 - 1       |
| Apollōn Kalamarias    | 4 - 2       | Anagennīsī Karditsa | 2 – 0  | 2 - 2       |
| Charafgiakos Iliopoli | 0 - 1       | Diagoras            | 0 – 0  | 0 - 1       |
| Kallithea             | 3 - 4       | AEK Atene           | 3 – 2  | 0 - 2       |
| PAS Giannina          | 3 - 1       | Pandramaïkos        | 1 – 0  | 2 - 1       |
| Olympiakos Volos      | 0 - 6       | Olympiacos          | 0 – 1  | 0 - 5       |
| Arīs Salonicco        | 4 - 2       | Korinthos           | 1 – 0  | 3 - 2 (dts) |
| Kozani                | 1 - 3       | Doxa Dramas         | 1 – 2  | 0 - 1       |
| Trikala               | 2 - 1       | Pannafpliakos       | 2 – 0  | 0 - 1       |
| OFI Creta             | 2 - 2 (gfc) | Levadeiakos         | 0 – 0  | 2 - 2       |
| Anagennisi Neapoli    | 1 - 2       | Irodotos            | 1 – 0  | 0 - 2       |
| PAOK                  | 3 - 4       | Kastoria            | 2 – 1  | 1 - 3       |
| Panserraïkos          | 0 - 2       | Panathīnaïkos       | 0 – 0  | 0 - 2       |
| Kerkyra               | 0 - 1       | Panarkadikos        | 0 – 0  | 0 - 1       |

## Ottavi di finale
| Squadra 1      | Totale      | Squadra 2          | Andata | Ritorno |
| -------------- | ----------- | ------------------ | ------ | ------- |
| Olympiacos     | 4 - 2       | AEK Atene          | 1 – 1  | 3 - 1   |
| Arīs Salonicco | 2 - 2 (gfc) | Larissa            | 2 – 1  | 0 - 1   |
| Doxa Dramas    | 2 - 3       | Apollōn Kalamarias | 2 – 1  | 0 - 2   |
| Egaleo         | 0 - 7       | OFI Creta          | 0 – 0  | 0 - 7   |
| Irodotos       | 5 - 4       | Diagoras           | 2 – 2  | 3 - 2   |
| PAS Giannina   | 3 - 10      | Panathīnaïkos      | 1 – 2  | 2 - 8   |
| Trikala        | 2 - 1       | Panarkadikos       | 2 – 0  | 0 - 1   |
| Kastoria       | 4 - 3       | Skoda Xanthi       | 3 – 2  | 1 - 1   |

## Quarti di finale
| Squadra 1          | Totale | Squadra 2     | Andata | Ritorno |
| ------------------ | ------ | ------------- | ------ | ------- |
| Apollōn Kalamarias | 1 - 2  | Olympiacos    | 0 – 0  | 1 - 2   |
| OFI Creta          | 4 - 2  | Trikala       | 3 – 2  | 1 - 0   |
| Irodotos           | 0 - 6  | Panathīnaïkos | 0 – 4  | 0 - 2   |
| Larissa            | 1 - 0  | Kastoria      | 1 – 0  | 0 - 0   |

## Semifinali
| Squadra 1     | Totale | Squadra 2 | Andata | Ritorno |
| ------------- | ------ | --------- | ------ | ------- |
| Panathīnaïkos | 4 - 1  | Larissa   | 1 – 0  | 3 - 1   |
| Olympiacos    | 3 - 1  | OFI Creta | 3 – 0  | 0 - 1   |

## Finale
| Arbitro: | Meletis Voutsaras (Atene) |

|                                              |                      |                                        |
| Funes 59’ (rig.) Funes 98’ (rig.)            | Marcatori            | 31’ (rig.) Saravakos 102’ Dimopoulos   |
| Alexiou Baniotis Hantzidis Apostolakīs Funes | Tiri di rigore 3 – 4 | Vlachos Sarganis Dimopoulos Georgamlis |